# 脾腫
脾腫（ひしゅ、英: splenomegaly）は、脾臓が腫大した状態。巨脾症（きょひしょう）とも呼ばれる。

## 概要
脾臓は免疫をつかさどる臓器であり、おもに免疫に関連する疾患で腫大する。また、脾臓を通る血管は下流で門脈へと合流するため、門脈圧亢進症による影響も受ける。さらに、骨髄での造血に異常が生じた際には造血の場になることもあり腫大を起こすこともある。
通常は脾臓は肋骨の後部にあり触知出来ないが、脾腫の状態になると触知できることがある。ただし、本人が脾腫を訴えて病院を受診することは少なく、多くは他の症状で受診をしたときに発見されることが多い。
多くの良性腫瘍と一部の悪性腫瘍は「○○腫」と命名されるが、脾腫の場合は単に脾臓が大きくなる状態を指し、新生物を意味しない。

## 原因
心機能障害、肝硬変などによる門脈圧亢進等の脾静脈血の還流障害、種々の感染症による炎症、腫瘍細胞の浸潤、白血病や骨髄線維症などの骨髄増殖性疾患、自己免疫に関連する膠原病などの原因により脾腫は発生する。骨髄線維症では脾臓造血が起こり著しく巨大な脾腫が認められることがある。このほか幼児期では先天性代謝異常症やその他の遺伝病なども考えられる。
獣医学分野では地方病性牛白血病では10kgを超える腫瘍性脾腫が認められることがある。